# Мехеда Михайло Ілліч
Михайло Ілліч Мехеда (25 листопада 1918, село Устимівка, тепер Глобинського району Полтавської області) — український радянський партійний діяч, 2-й секретар Хмельницького обкому КПУ. Депутат Верховної Ради УРСР 6—7-го скликань. Народний депутат СРСР у 1989—1991 роках.

## Біографія
У 1936 році закінчив середню школу.
Освіта вища педагогічна. У 1936—1940 роках — студент Полтавського педагогічного інституту.
У 1940 році, після закінчення інститут, працював вчителем Глобинської середньої школи № 1 Полтавської області.
З листопада 1940 року — служив у Червоній армії. Учасник німецько-радянської війни з 1941 року. Служив комісаром 3-ї артилерійської батареї 5-го гвардійського винищувального протитанкового артилерійського полку Резерву головного командування 49-ї армії Західного фронту. У серпні 1942 році був важко поранений у ногу, а у 1943 році — демобілізований.
Член ВКП(б) з 1941 року.
Потім — на партійній роботі: у 1943—1947 роках — завідувач партійного кабінету; завідувач відділу пропаганди і агітації Міловського районного комітету КП(б)У Ворошиловградської області. У 1947—1948 роках — завідувач сектору агітації Ворошиловградського обласного комітету КП(б)У.
У 1948—1950 роках — секретар Ворошиловградського міського комітету КП(б)У.
У 1950—1953 роках — завідувач відділу культурно-освітніх закладів Ворошиловградського обласного виконавчого комітету. У 1953—1954 роках — завідувач сектору культурно-освітніх закладів відділу пропаганди і агітації ЦК КПУ (з червня 1953 року — відділу науки і культури ЦК КПУ).
8 липня 1954 — 9 жовтня 1959 року — секретар Хмельницького обласного комітету КПУ. У 1956 році заочно закінчив Вищу партійну школу при ЦК КПРС.
9 жовтня 1959 — 9 січня 1963 року — 2-й секретар Хмельницького обласного комітету КПУ.
9 січня — 2 квітня 1963 року — секретар Хмельницького сільського обласного комітету КПУ з ідеології — завідувач ідеологічного відділу Хмельницького сільського обласного комітету КПУ.
2 квітня 1963 — 4 грудня 1964 року — 2-й секретар Хмельницького сільського обласного комітету КПУ.
4 грудня 1964 — 4 серпня 1970 року — 2-й секретар Хмельницького обласного комітету КПУ.
17 вересня 1970 — березень 1987 року — голова Хмельницького обласного комітету народного контролю.
З березня 1987 року — на пенсії у місті Хмельницькому.
14 березня 1987 — 25 грудня 1995 року — голова Хмельницької обласної ради організації ветеранів України. З 25 грудня 1995 року — почесний голова Хмельницької обласної ради організації ветеранів України.

## Звання
- старший політрук
- гвардії підполковник

## Нагороди
- три ордени Трудового Червоного Прапора
- орден Вітчизняної війни 1-го ст.
- орден Вітчизняної війни 2-го ст.
- орден Червоної Зірки (3.10.1944)
- орден Богдана Хмельницького
- орден «За заслуги» 3-го ст.
- медалі
- Почесна грамота Президії Верховної Ради Української РСР (24.11.1988)